# Iracki Ruch Narodowy

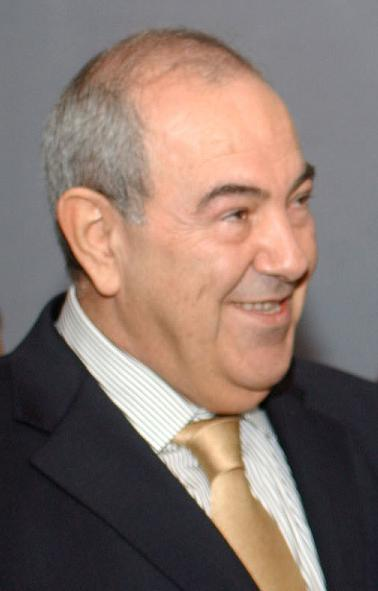
Ijad Allawi

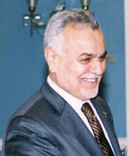
Tarik al-Haszimi

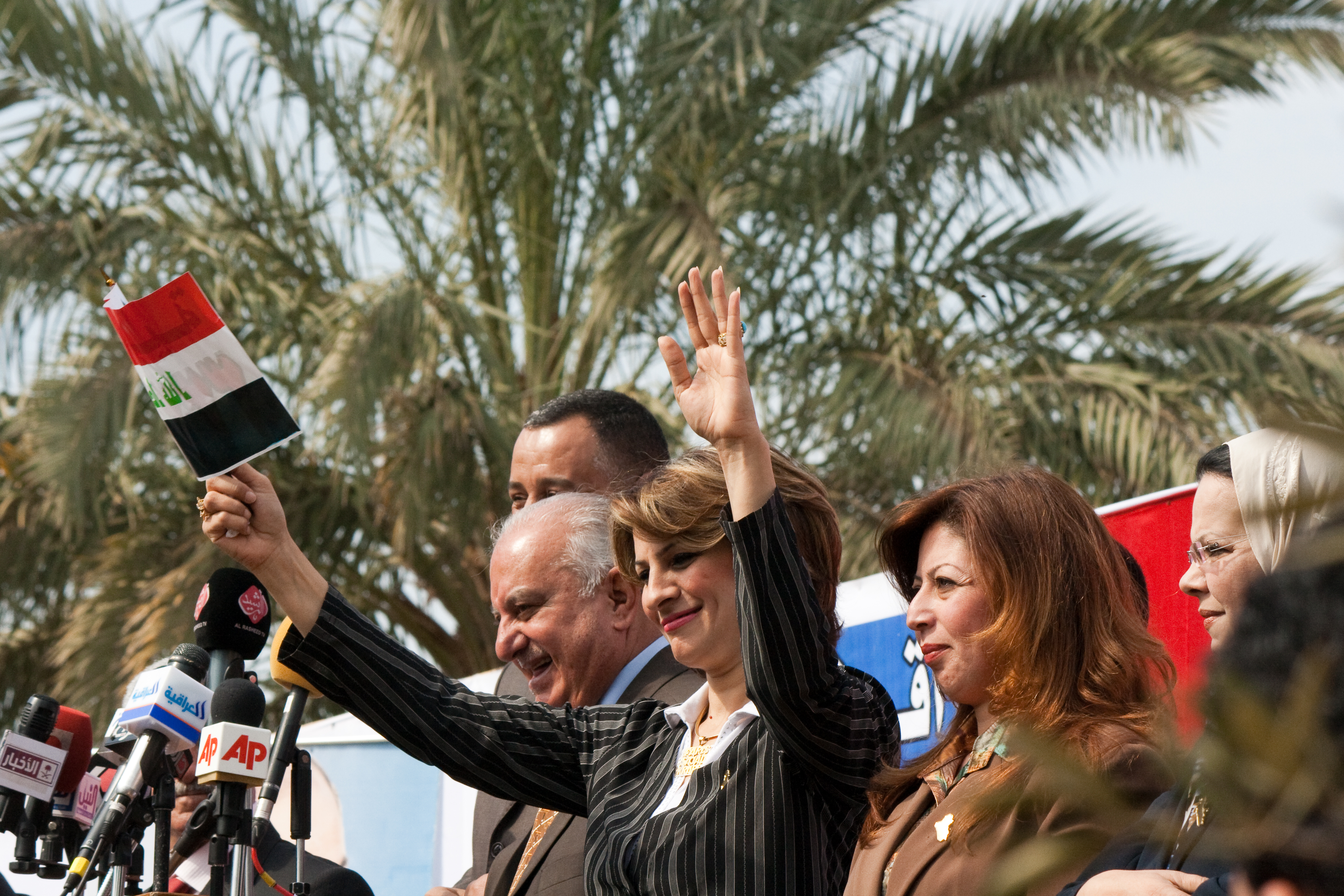
Wiec wyborczy Irackiego Ruchu Narodowego przed wyborami w 2010

Iracki Ruch Narodowy (ar. الحركة الوطنية العراقية ), skrótowo Irakijja - koalicyjne ugrupowanie polityczne utworzone przed wyborami parlamentarnymi w Iraku w 2010, kierowane przez Ijada Allawiego. Koalicja odniosła w tychże wyborach zwycięstwo, uzyskując 24,7% głosów, rząd tworzyła jednak druga pod względem liczby głosów koalicja Państwo Prawa. Iracki Ruch Narodowy rozpadł się w 2012.

## Powstanie i program polityczny
Inicjatorem powstania koalicji był były premier Iraku Ijad Allawi. Miała ona skupiać organizacje niezadowolone z dotychczasowe - ukształtowanej po obaleniu Saddama Husajna przez amerykańską interwencję - praktyki tworzenia partii politycznych według klucza wyznaniowo-etnicznego, odpowiednio szyickich, sunnickich, kurdyjskich i innych. Praktyka ta przed wyborami parlamentarnymi w marcu 2010 budziła w irackim społeczeństwie coraz większe rozczarowanie. Do koalicji przystąpiło osiemnaście organizacji. Pierwszoplanową rolę w Irackim Ruchu Narodowym odegrało Porozumienie Narodowe Iraku kierowane przez Allawiego, Tarik al-Haszimi i jego partia Lista Odnowy, Rafi al-Isawi oraz Salih al-Mutlak i jego Iracki Narodowy Front Dialogu. Do koalicji dołączyli również niektórzy politycy sunnickiej Irackiej Partii Islamskiej oraz wpływowi działacze z Mosulu, bracia Usama i Asil an-Nadżajfi. Uczestniczące w koalicji partie przyjęły platformę wyborczą opartą na hasłach arabskiego nacjonalizmu i świeckości państwa, chociaż niektóre wstępujące do niej partie wcześniej głosiły hasła religijne (sunnickie) i zamierzały przede wszystkim wystąpić przeciwko formacjom szyickim. Iracki Ruch Narodowy zapowiadał również zaprowadzenie w kraju prawa i porządku, ponowną integrację Iraku z innymi krajami arabskimi oraz kurs antyirański w polityce zagranicznej.

## Wybory parlamentarne w 2010 i dalsza działalność koalicji
Powstanie koalicji wzbudziło niepokój w rządzącej od poprzednich wyborów elicie politycznej złożonej głównie z szyitów, dążącej do utrzymania dotychczasowej praktyki dzielenia stanowisk państwowych według klucza religijnego. Aby utrudnić działanie Irackiego Ruchu Narodowego, część jego działaczy, w tym Salih al-Mutlak, zostało wyeliminowanych ze startu w wyborach na podstawie niejasnych przepisów o debasyfikacji. Mimo to w wyborach parlamentarnych w Iraku w 2010 Iracki Ruch Narodowy zdobył najwięcej głosów - 24,7%, co przełożyło się na 91 mandatów. Minimalnie słabszy wynik (24,2% i 89 mandatów) uzyskała szyicka koalicja Państwo Prawa kierowana przez premiera Nuriego al-Malikiego. Al-Maliki oskarżył konkurentów o fałszerstwo wyborcze; według irackiej Centralnej Komisji Wyborczej głosowanie odbyło się jednak zgodnie z demokratycznymi procedurami. Pod wpływem nacisków al-Malikiego iracki Sąd Najwyższy stwierdził, że nowy rząd Iraku powinno tworzyć Państwo Prawa, o ile pozyska do koalicji dodatkowych partnerów spośród partii, które również weszły do parlamentu. Ostatecznie al-Maliki utworzył rząd w grudniu 2010, po dłuższych negocjacjach. Miał być to rząd jedności narodowej.
Iracki Ruch Narodowy zarzucał Nuriemu al-Malikiemu dążenie do władzy dyktatorskiej i twierdził, że z jego inspiracji doszło do aresztowań setek sympatyków świeckiej koalicji. Dotknęły one zwłaszcza prowincje Anbar, Salah ad-Din, Dijala oraz Bagdad, zamieszkane w większości przez sunnitów, w których poparcie dla Irackiego Ruchu Narodowego było bardzo wysokie. Równocześnie po wyborach jedność koalicji stawała się coraz bardziej iluzoryczna. Niektóre partie, deklarując lojalność wobec Allawiego i innych liderów koalicji, działały w rzeczywistości na własną rękę. Rozłam w organizacji stał się jasny na przełomie 2011 i 2012. W grudniu 2011 al-Maliki oskarżył Tarika al-Haszimiego o sponsorowanie zamachów terrorystycznych w Iraku. Al-Haszimi zbiegł do Turcji; w Iraku został zaocznie skazany na śmierć. Na krótko w areszcie domowym znaleźli się również Salih al-Mutlak i Rafi al-Isawi. Iracki Ruch Narodowy ogłosił wówczas bojkot posiedzeń rządowych i prac parlamentu. Trwał on do lutego 2012, jednak nie przyniósł koalicji spodziewanych korzyści, tym bardziej, że część działaczy koalicji, na czele z przewodniczącym parlamentu Usamą an-Nudżajfim, nie zastosowała się do poleceń kierownictwa formacji.
W kwietniu 2012 z inicjatywy lidera Kurdów irackich Masuda Barzaniego w Irbilu miało miejsce spotkanie przywódców opozycji. Przywódcy Irackiego Ruchu Narodowego okazali się jednak niezdolni do skutecznego przeciwstawienia się al-Malikiemu, tym bardziej, że konflikty personalne występowały również między nimi. Od momentu wejścia do parlamentu Iracki Ruch Narodowy stopniowo słabł. W marcu 2011 koalicję opuściło ośmiu parlamentarzystów, którzy założyli własną partię. Koalicja ostatecznie rozpadła się w roku następnym.